# Liste der Bischöfe von Elvas
Die folgenden Personen waren Bischöfe von Elvas (Portugal):
- António I. Mendes de Carvalho (1571–1591)
- António II. Matos de Noronha (1591–1610)
- Rui (Rodrigo) Pires da Veiga (1612–1616)
- Lourenço I. de Távora (1617–1625)
- Sebastião de Matos de Noronha (1626–1636)
- Manuel da Cunha (1638–1658)
- João I. de Melo (1671–1673)
- Alexandre da Silva Botelho (1673–1681)
- Valério de São Raimundo (1683–1689)
- Jerónimo Soares (1690–1694)
- Bento de Beja Noronha (1694–1700)
- António III. Pereira da Silva (1701–1704)
- Pedro I. de Lencastre (1706–1713)
- Fernando de Faro (1714)
- João II. de Sousa de Castelo-Branco (1716–1728)
- Pedro II. de Vilas-Boas e Sampaio (1734)
- Baltazar de Faria Vilas-Boas (1743–1757)
- Lourenço II. de Lencastre (1759–1780)
- João III. Teixeira de Carvalho (1780–1792)
- Diogo de Jesus Jardim (1793–1796)
- José I. da Costa Torres (1796–1806)
- José II. Joaquim da Cunha de Azeredo Coutinho (1806–1818)
- Joaquim de Menezes e Ataíde (1820–1828)
- Ângelo de Nossa Senhora da Boa-Morte (1832–1852)